# Nymphargus armatus
Espèce
Synonymes
- Cochranella armata Lynch & Ruiz-Carranza, 1996

Statut de conservation UICN

 CR  : 
En danger critique
Nymphargus armatus est une espèce d'amphibiens de la famille des Centrolenidae.

## Répartition
Cette espèce est endémique du département de Valle del Cauca en Colombie. Elle se rencontre à El Cairo à 2 160 m d'altitude dans la cordillère Occidentale.

## Publication originale
- Lynch & Ruiz-Carranza, 1996 : A remarkable new centrolenid frog from Colombia with a review of nuptial excrescences in the family. Herpetologica, vol. 52, no 4, p. 525-535.